# Diaprograpta
Diaprograpta es un género de arañas araneomorfas de la familia Miturgidae. Se encuentra en Australia.

## Lista de especies
Según The World Spider Catalog 12.0:
- Diaprograpta abrahamsae Raven, 2009
- Diaprograpta alfredgodfreyi Raven, 2009
- Diaprograpta hirsti Raven, 2009
- Diaprograpta peterandrewsi Raven, 2009
- Diaprograpta striola Simon, 1909